# Page and Plant
Page and Plant – спільний музичний проєкт легендарних учасників групи «Led Zeppelin» Роберта Планта і Джиммі Пейджа, створений для спільних записів і гастрольних турів. Після запису надзвичайно успішного альбому «No Quarter» в 1994 році вони вирушили у світовий тур. Другий альбом був не таким успішним і тандем мегазірок розпався в 1998 році. В 2001 році їх союз ненадовго відновлювався.

## Історія
Початкові плани співробітництва виникли у 1993 з обговорень під час коротких співрозмов у Бостоні, куди на концерт Планта в Orpheum Theatre приїхав Джиммі Пейдж, щоб послухати виступ свого колишнього партнера. Приводом для об'єднання стало запрошення виступити на MTV Unplugged — шоу на каналі MTV, учасники якого виконують музичні твори на акустичних музичних інструментах. Музичний продюсер Білл Кербішлі, який був менеджером Планта з 1980-х років і який мав стати менеджером Пейджа в 1994, зіграв важливу роль у воз'єданні колишніх партнерів. Хоча він знав про невдалі спроби інших зробити це раніше, Кербішлі зміг переконати неохочого до такого співробітництва Планта знову попрацювати з Пейджем. Колишніх цепелінів цього разу об'єднала ідея привнести в свою творчість етнічну музику Північної Африки.
Не бажаючи переробляти на новий лад класику Led Zeppelin, Пейдж і Плант першим ділом полетіли в Марракеш записувати місцеві наспіви, а звідти — в Уельс, готуватися до виступу на MTV. Найретельнішим чином були підібрані музиканти для групи: Порл Томпсон (колишній учасник «The Cure», гітара, банджо), Майкл Лі (барабани), Чарлі Джонс (бас-гітарист і за сумісництвом зять Планта), Найджел Ітон (шарманка), Едвард Шермур (органна музика) і чудовий ансамбль з восьми єгипетських музикантів. А ще в турне їх супроводжували діти. Група на чолі з менеджером Біллі Кербішлі налічувала 15 осіб різного віку і віросповідань.
Класика «Led Zeppelin», записана за участі арабських музикантів, завдяки єгипетському і марроканському колориту звучала незрівнянно, і їх перший альбом «No Quarter: Jimmy Page і Robert Plant Unledded» зайняв четвертий рядок у «Billboard». Це був успішний комерційний і художній проєкт.
На хвилі успіху Пейдж і Плант спробували продовжити співпрацю, але результат у вигляді «Walking into Clarksdale» був не досить успішним і в 1998 році партнери знову розлучилися.
У липні 2001 року на Джазовому фестивалі у Монтре (Швейцарія) вони знову виступали разом, поступившись черговому проханню Ахмеда Ертегана. Дует виконав 8 пісень. У репертуарі була класика рок-н-ролу — «Good Rockin 'Tonight», «Baby, Let's Play House», і лише одна пісня з репертуару Led Zeppelin — «Candy Store Rock».

## Учасники
- Джиммі Пейдж – акустична гітара, електрогітара, мандоліна, продюсер
- Роберт Плант – вокал, продюсер
- Пол Томпсон – гітара, банджо
- Найджел Ітон[en] – шарманка
- Чарлі Джонс[en] – бас-гітара, ударні музичні інструменти
- Майкл Лі[en] – барабан, ударні музичні інструменти
- Ед Шермур[en] – оркестрове аранжування, органна музика
- Джим Сазерленд – мандоліна, боран

## Дискографія
Альбоми
| Рік  | Назва                                            |
| ---- | ------------------------------------------------ |
| 1994 | No Quarter: Jimmy Page and Robert Plant Unledded |
| 1997 | The Inner Flame: Rainer Ptacek Tribute           |
| 1998 | Walking into Clarksdale                          |

Сингли
| Рік  | Назва                            |
| ---- | -------------------------------- |
| 1994 | "The Battle of Evermore" (промо) |
| 1994 | "Four Sticks" (промо)            |
| 1994 | "Gallows Pole"                   |
| 1994 | "Kashmir" (промо)                |
| 1995 | "Thank You" (промо)              |
| 1995 | "Wonderful One"                  |
| 1998 | "Most High"                      |
| 1998 | "Shining in the Light"           |
| 1998 | "Sons of Freedom" (промо)        |

Відео
| Рік  | Назва                                            |
| ---- | ------------------------------------------------ |
| 2004 | No Quarter: Jimmy Page and Robert Plant Unledded |